# Генріх Даммаєр
Генріх Даммаєр (нім. Heinrich Dammeier; 9 лютого 1914, Бекедорф — 16 травня 2001, Бекедорф) — німецький підводник, штабс-обер-машиніст крігсмаріне. Перший кавалер Лицарського хреста Залізного хреста серед старших машиністів крігсмаріне.

## Біографія
1 липня 1933 року вступив на службу у ВМФ. Пройшов стажування на крейсері «Дойчланд» («Лютцов»). Учасник Громадянської війни в Іспанії. У вересні 1940 року переведений в підводний флот. У травні 1941 року призначений старшим машиністом на підводний човен U-129 (Тип IX-C), на якому зробив 10 походів (провівши в морі в цілому 721 день), в основному в Карибське море і до берегів Мексики. У серпні 1944 року переведений на підводний човен U-270 (Тип VII-C). 10 серпня човен вийшов у море, а вже 13 серпня був потоплений у Біскайській затоці на захід від Ла-Рошелі глибинними бомбами, скинутими американською авіацією. Вцілілі члени екіпажу (71 з 81) були взяті в полон. У 1947 році звільнений. Повернувшись до Німеччини, вступив на службу в Федеральну систему дорожнього будівництва.

## Звання
- Кочегар (1 липня 1933)
- Обер-кочегар (1 жовтня 1934)
- Штабс-кочегар (1 жовтня 1935)
- Машиністенмат (1 жовтня 1936)
- Обермашиністенмат (1 жовтня 1938)
- Обер-машиніст (1 серпня 1941)
- Штабс-обер-машиніст (1 липня 1943)

## Нагороди
- Німецька імперська відзнака за фізичну підготовку в бронзі (8 грудня 1933)
- Медаль «За вислугу років у Вермахті» 4-го класу (4 роки; 1 червня 1937)
- Іспанський хрест в сріблі з мечами (6 червня 1939)
- Медаль «У пам'ять 22 березня 1939 року» (26 жовтня 1939)
- Медаль «У пам'ять 1 жовтня 1938» (31 грудня 1939)
- Залізний хрест
  - 2-го класу (2 грудня 1939)
  - 1-го класу (18 серпня 1942)
- Нагрудний знак підводника (29 грудня 1941)
- Німецький хрест в золоті (12 лютого 1944)
- Лицарський хрест Залізного хреста (12 серпня 1944) — за неодноразове відновлення працездатності човна, порятунок його і екіпажу в кількох складних ситуаціях протягом 10 патрулів.